# Mario de Vergottini
Mario de Vergottini (Parenzo, 7 novembre 1901 – Roma, 6 aprile 1971) è stato uno statistico italiano.

## Biografia
Egli nacque a Parenzo il 7 novembre 1901 dalla nobile famiglia de Vergottini. 
Svolse i suoi studi universitari a Torino. La sua carriera universitaria iniziò a Trieste, quindi proseguì a Catania (1942) e infine a Pisa (1956), dove fu il primo preside dell'allora nuova facoltà di Economia e Commercio. Prima di essere chiamato a Catania, passò un periodo a Roma come capo servizio presso l’Istituto Centrale di Statistica, svolgendo una significativa attività di ricerca. 
Fu autore di oltre 200 pubblicazioni nei campi della statistica, della demografia, dell’economia. Di particolare importanza sono i suoi studi sullo sviluppo demografico, sulle migrazioni interne, sulla demografia italiana all’estero, e sulla fecondità della donna italiana. 
Fu membro del Consiglio direttivo del REMP, del Consiglio superiore di statistica, dell’Unione internazionale per lo studio scientifico della popolazione e dell’Istituto internazionale di statistica. Fece parte, inoltre, della Società italiana di statistica, della Società italiana degli economisti, e della Società italiana di economia, demografia e statistica, di cui fu anche membro del Comitato di direzione. 
Al termine della sua carriera pubblicò un esteso volume su Le statistiche finanziarie nel Trattato di scienza delle finanze diretto da Ernesto D’Albergo (Utet, 1968). Ricevette anch’egli la Medaglia d’oro dei benemeriti della scuola, della cultura, dell’arte.
Morì a Roma il 6 aprile 1971. Alla sua morte, la famiglia de Vergottini costituì un Fondo di 850 volumi scientifici donato all'Università di Pisa.

## Opere
Qui alcune delle opere pubblicate da Mario de Vergottini.
- M. de Vergottini, Le statistiche finanziarie. UTET, 1968. ISBN 9788802020914.
- M. de Vergottini, Medie, variabilita, rapporti. Torino, Edizioni Scientifiche Einaudi, 1957. BN: 1957 10189.
- M. de Vergottini, Considerazioni sul calcolo del reddito nazionale dell'Italia nel 1952. Milano, Ed. L'industria, 1953.
- M. de Vergottini, Il movimento naturale della popolazione nel suo aspetto qualitativo. Milano, A. Giuffré, 1934.